# Galbusch
Der Galbusch ist ein bewaldeter Hügel in Menden (Sauerland) zwischen der westlichen Innenstadt und der Siedlung Platte Heide.

## Lage und Beschreibung
Der Galbusch befindet sich westlich der Hönne und südlich des Wannebachs. Er ist knapp 83.000 m² groß und auf drei Seiten von Wohngebieten umgeben. Im Osten verläuft die Bundesstraße 515. Der Galbusch gehört zum Stadtforst, obgleich er von dessen Territorium durch geschlossene Bebauung getrennt ist.
Mit einer Höhe von 193 m ü. NN. erhebt sich der Hügel etwa 40 Meter über der Innenstadt und fällt nach Norden, Osten und Süden merklich ab. Der Übergang zum Wohngebiet im Westen verläuft sanfter. Der Hügel wird von mehreren Spazierwegen erschlossen, welche früher nach Kriegsgefangenenlagern benannt waren, und hat einen kleinen Parkplatz im Südwesten. Der Hügel ist seit Anfang der 1970er-Jahre bewaldet, sodass keine gute Aussicht besteht. Es gibt jedoch Sichtschneisen nach Norden und Süden.

## Galbusch Kreuz

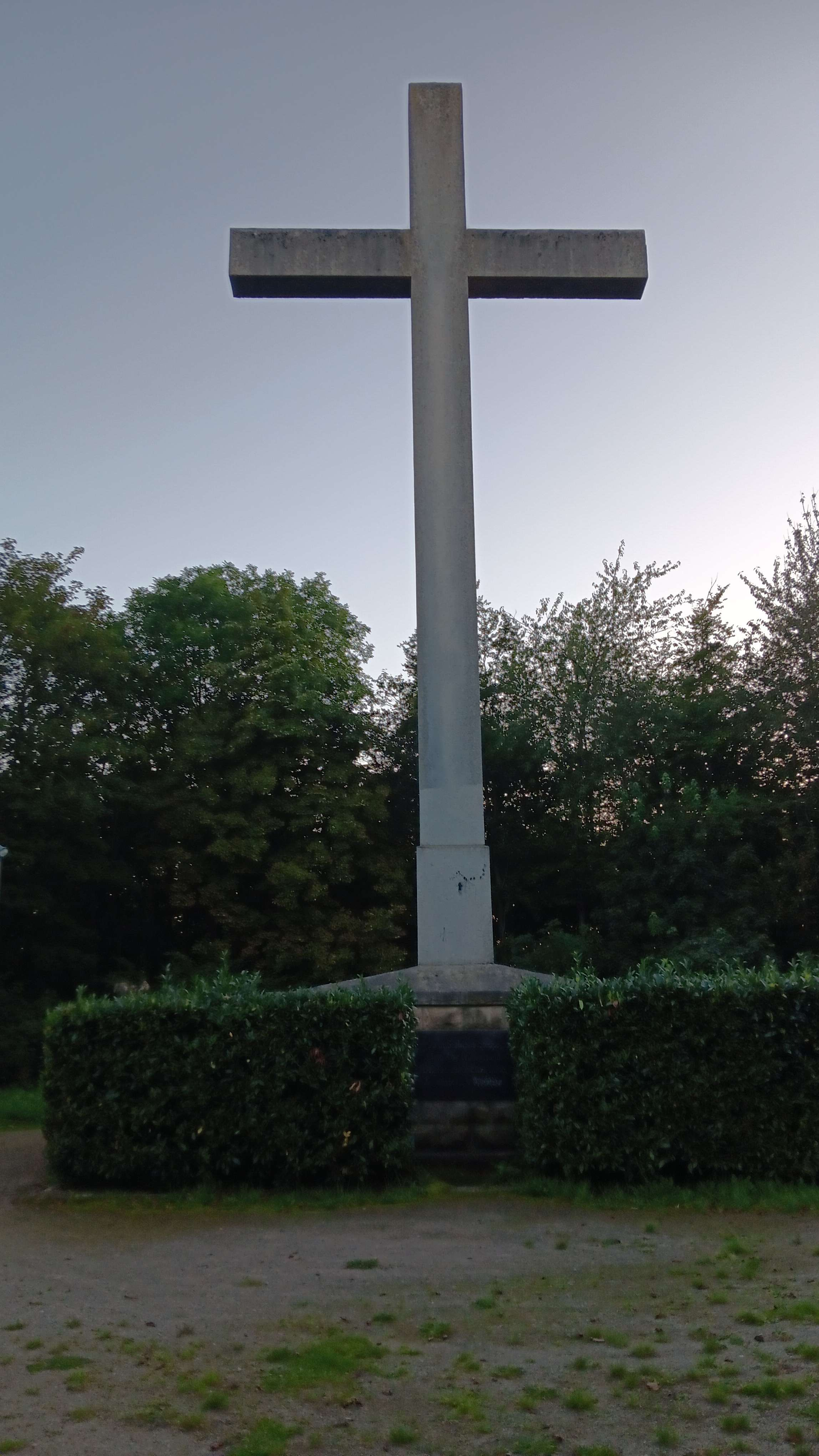
Das Galbusch Kreuz von Osten

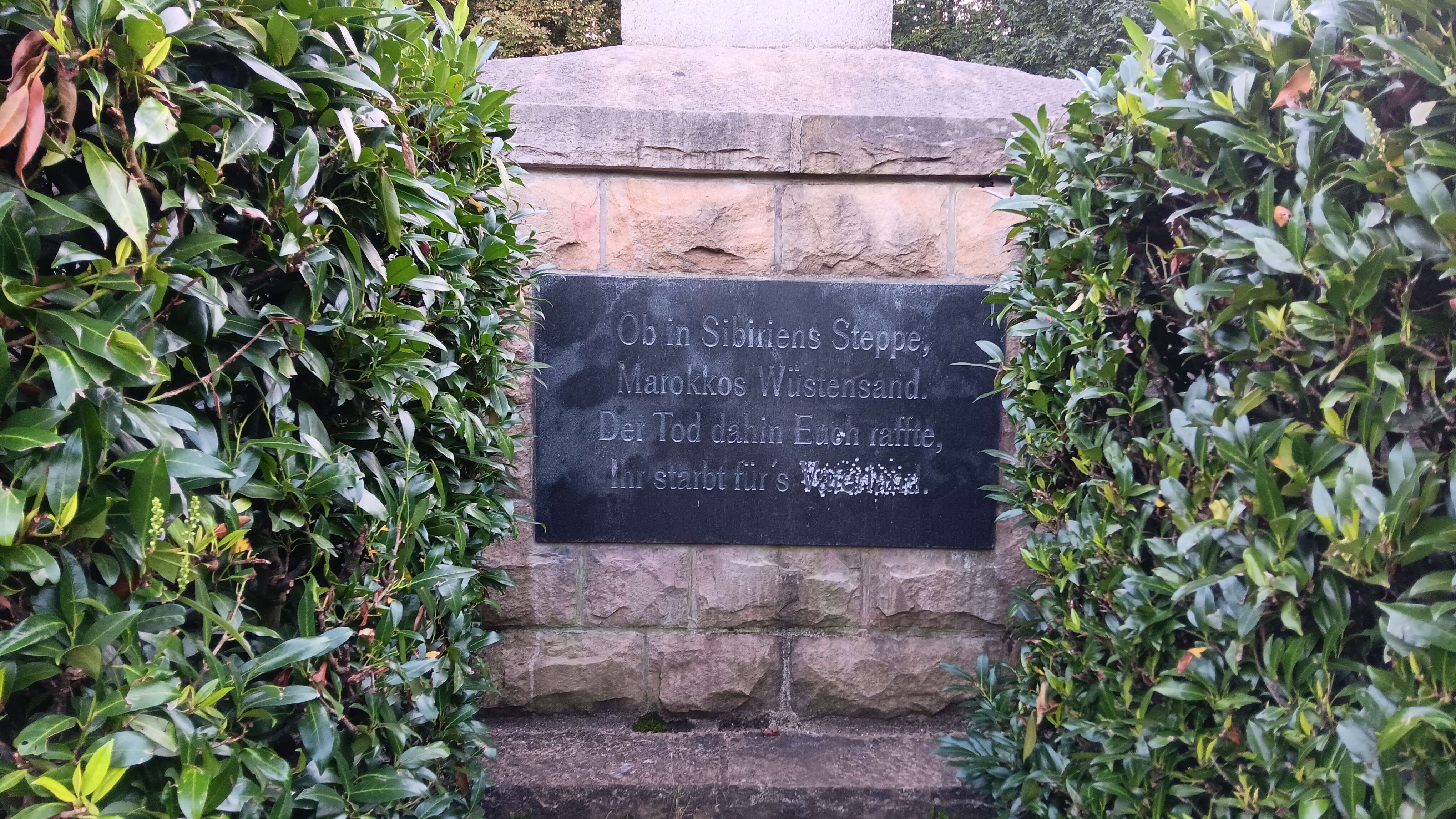
Die Plakette am Galbusch Kreuz

Der Galbusch wird als Gedenkstätte für gefallene Kriegsgefangene des Ersten und Zweiten Weltkriegs genutzt. Außerdem wird an die Schwedin Elsa Brandström erinnert, welche sich für die Versorgung Kriegsgefangener in Sibirien im Ersten Weltkrieg einsetzte. Nach ihr ist der Weg benannt, der südlich und westlich um den Hügel führt.
Das Galbusch Kreuz wurde auf Betreiben von Wilhelm Pferdekämper mit finanzieller Unterstützung der Bürger auf der Hügelkuppe errichtet und am 6. August 1932 eingeweiht. Bereits 1941 wurde es wieder abgerissen, um keinen Orientierungspunkt für alliierte Bombenabwürfe zu bieten. Nach Kriegsende errichteten Heimkehrer, erneut unter Anleitung Wilhelm Pferdekämpers, ein neues Kreuz, welches am 19. Oktober 1952 eingeweiht wurde.
Das Kreuz ist 15,5 Meter hoch und sechs Meter breit. Der Sockel misst 5 mal 3,5 Meter und ist 1,5 Meter tief im Boden verankert. Um das Kreuz befindet sich ein kleiner Platz mit Sitzbänken. Nach Einbruch der Dunkelheit wird das Kreuz von vier Strahlern erleuchtet und ist daher prominent im nächtlichen Stadtbild zu sehen. 2010 wurde die Beleuchtung vandaliert und erst zum Volkstrauertag 2014 vom Heimat- und Verkehrsverein Menden wieder instand gesetzt. Tagsüber wird die Sicht mittlerweile weitgehend von Bäumen versperrt.
Die Form eines Kreuzes für das Mahnmal wurde von den Kriegsheimkehrern bewusst gewählt:

„Gerade das Kreuz ist unser Symbol. Denn ein schlichtes Holzkreuz war der letzte Gruß, den wir unseren verstorbenen Kameraden mitgeben konnten.“